# Matt Grimes
Matthew Jacob (Matt) Grimes (Exeter, 15 juli 1995) is een Engels voetballer die doorgaans uitkomt als middenvelder. In 2015 verruilde hij Exeter City voor Swansea City.

## Clubcarrière

### Exeter City
Matt Grimes startte zijn carrière in de jeugdopleiding van Exeter City. Op 7 april 2013 tekende hij zijn eerste profcontract bij de club. Op 17 augustus 2013 maakte de middenvelder zijn debuut tijdens een 2–0-overwinning op AFC Wimbledon, thuis in het St James Park. In februari 2014 omschreef zijn trainer Paul Tisdale dat Grimes de beste jonge speler was die hij, in de tot dan toe acht jaar tijd die hij als trainer bij de club was, gezien had en prees vooral zijn technische vaardigheden en het vermogen een wedstrijd te lezen. Op 18 april van dat jaar maakte Grimes zijn eerste doelpunt. Aan het eind van het seizoen 2013/14 won hij direct een prijs, namelijk die van Speler van het Jaar bij Exeter. In de zomer van 2014 wees hij resoluut de interesse van enkele Premier League clubs van de hand, om bij zijn club te blijven om zich verder te ontwikkelen. 

### Swansea City
Grimes ontwikkelde zich echter zo goed, dat een vertrek in de winterstop onvermijdelijk werd. Op 2 januari 2015 tekende de middenvelder een contract bij Swansea City, wat zijn oude club Exeter een transfersom opbracht van 1.75 miljoen Engelse pond. Dat betekende een recordbedrag voor de League Two-club. Ondanks dat hij maar een half seizoen uitkwam voor Exeter City, werd hij aan het eind van het seizoen 2014/15 opgenomen in het Elftal van het Jaar van de League Two.
Op 1 februari 2015 zat Grimes voor het eerst tijdens een wedstrijd bij de selectie van Swansea City, hij bleef echter buiten de lijnen. Op 4 april maakte hij dan eindelijk zijn debuut, in de negentigste minuut kwam hij in het veld voor Jonjo Shelvey tijdens een 3–1-overwinning op Hull City in het eigen Liberty Stadium.

## Statistieken
| Seizoen     | Club               | Competitie       | Competitie | Competitie | Competitie | Beker | Beker | Beker | Internationaal | Internationaal | Internationaal | Totaal | Totaal | Totaal |
| Seizoen     | Club               | Competitie       | Wed.       | Dlp.       | Ass.       | Wed.  | Dlp.  | Ass.  | Wed.           | Dlp.           | Ass.           | Wed.   | Dlp.   | Ass.   |
| ----------- | ------------------ | ---------------- | ---------- | ---------- | ---------- | ----- | ----- | ----- | -------------- | -------------- | -------------- | ------ | ------ | ------ |
| 2013/14     | Exeter City        | EFL League Two   | 35         | 1          | 2          | 2     | 0     | 0     | —              | —              | —              | 37     | 1      | 2      |
| 2014/15     | Exeter City        | EFL League Two   | 23         | 4          | 4          | 2     | 0     | 0     | —              | —              | —              | 25     | 4      | 4      |
| Club Totaal | Club Totaal        | Club Totaal      | 58         | 5          | 6          | 4     | 0     | 0     | 0              | 0              | 0              | 62     | 5      | 6      |
| 2014/15     | Swansea City       | Premier League   | 3          | 0          | 0          | 0     | 0     | 0     | —              | —              | —              | 3      | 0      | 0      |
| 2015/16     | Swansea City       | Premier League   | 1          | 0          | 0          | 3     | 1     | 0     | —              | —              | —              | 4      | 1      | 0      |
| Club Totaal | Club Totaal        | Club Totaal      | 4          | 0          | 0          | 3     | 1     | 0     | 0              | 0              | 0              | 7      | 1      | 0      |
| 2015/16     | → Blackburn Rovers | EFL Championship | 13         | 0          | 2          | 0     | 0     | 0     | —              | —              | —              | 13     | 0      | 2      |
| Club Totaal | Club Totaal        | Club Totaal      | 13         | 0          | 2          | 0     | 0     | 0     | 0              | 0              | 0              | 13     | 0      | 2      |
| 2016/17     | → Leeds United     | EFL Championship | 7          | 0          | 0          | 5     | 0     | 0     | —              | —              | —              | 12     | 0      | 0      |
| Club Totaal | Club Totaal        | Club Totaal      | 7          | 0          | 0          | 5     | 0     | 0     | 0              | 0              | 0              | 12     | 0      | 0      |
| 2017/18     | → Northampton Town | EFL League One   | 44         | 4          | 10         | 3     | 0     | 1     | —              | —              | —              | 47     | 4      | 11     |
| Club Totaal | Club Totaal        | Club Totaal      | 44         | 4          | 10         | 3     | 0     | 1     | 0              | 0              | 0              | 47     | 4      | 11     |
| 2018/19     | Swansea City       | EFL Championship | 45         | 1          | 5          | 5     | 1     | 0     | —              | —              | —              | 50     | 2      | 5      |
| 2019/20     | Swansea City       | EFL Championship | 48         | 0          | 7          | 1     | 0     | 0     | —              | —              | —              | 49     | 0      | 7      |
| 2020/21     | Swansea City       | EFL Championship | 48         | 3          | 4          | 3     | 2     | 0     | —              | —              | —              | 51     | 5      | 4      |
| 2021/22     | Swansea City       | EFL Championship | 46         | 0          | 2          | 2     | 0     | 0     | —              | —              | —              | 48     | 0      | 2      |
| 2022/23     | Swansea City       | EFL Championship | 44         | 1          | 7          | 2     | 0     | 1     | —              | —              | —              | 46     | 1      | 8      |
| 2023/24     | Swansea City       | EFL Championship | 46         | 4          | 5          | 4     | 1     | 1     | —              | —              | —              | 50     | 5      | 6      |
| 2024/25     | Swansea City       | EFL Championship | 29         | 2          | 1          | 3     | 0     | 0     | —              | —              | —              | 32     | 2      | 1      |
| Club Totaal | Club Totaal        | Club Totaal      | 310        | 11         | 31         | 23    | 5     | 2     | 0              | 0              | 0              | 333    | 16     | 33     |
| 2024/25     | Coventry City      | EFL Championship | 4          | 0          | 1          | 0     | 0     | 0     | —              | —              | —              | 4      | 0      | 1      |
| Club Totaal | Club Totaal        | Club Totaal      | 4          | 0          | 1          | 0     | 0     | 0     | 0              | 0              | 0              | 4      | 0      | 1      |
| TOTAAL      | TOTAAL             | TOTAAL           | 436        | 20         | 50         | 35    | 5     | 3     | 0              | 0              | 0              | 471    | 25     | 53     |

t.e.m. 6 oktober 2021.

## Internationale carrière
Op 28 augustus 2014 werd Matt Grimes voor het eerst opgeroepen voor een interland met Engeland -20. In maart 2015 kwam hij in het veld tijdens de wedstrijd tegen Mexico. Het duel eindigde in 1–1, waardoor het op strafschoppen aankwam. Grimes scoorde zijn penalty en mede daardoor won Engeland de wedstrijd. Vier dagen later was hij basisspeler en zelfs aanvoerder tijdens de 2–1-overwinning op de Verenigde Staten. Hij droeg het shirt met rugnummer 7.
1 Fisher ·
2 Key ·
3 Pedersen ·
4 Fulton ·
5 Cabango ·
6 Darling ·
7 Allen ·
8 Grimes  ·
9 Vipotnik ·
10 Eom ·
11 Ginnelly ·
14 Tymon ·
17 Franco ·
19 Bianchini ·
20 Cullen ·
21 Tjoe-A-On ·
22 Vigouroux ·
23 Christie ·
25 Peart-Harris ·
26 Naughton ·
29 Broome ·
30 Ashby ·
31 Cooper ·
32 Abbey ·
33 McLaughlin ·
35 Ronald ·
37 Govea ·
41 Parker ·
47 Abdulai ·
Coach: Williams